# Siège de Calvi (1794)
Guerres de la Révolution française
Batailles
Le siège de Calvi, intervenu en 1794 pendant la Révolution française, a opposé les troupes anglo-paolistes à celles de la République française et des partisans corses du rattachement à la France.

## Événements précédant la bataille

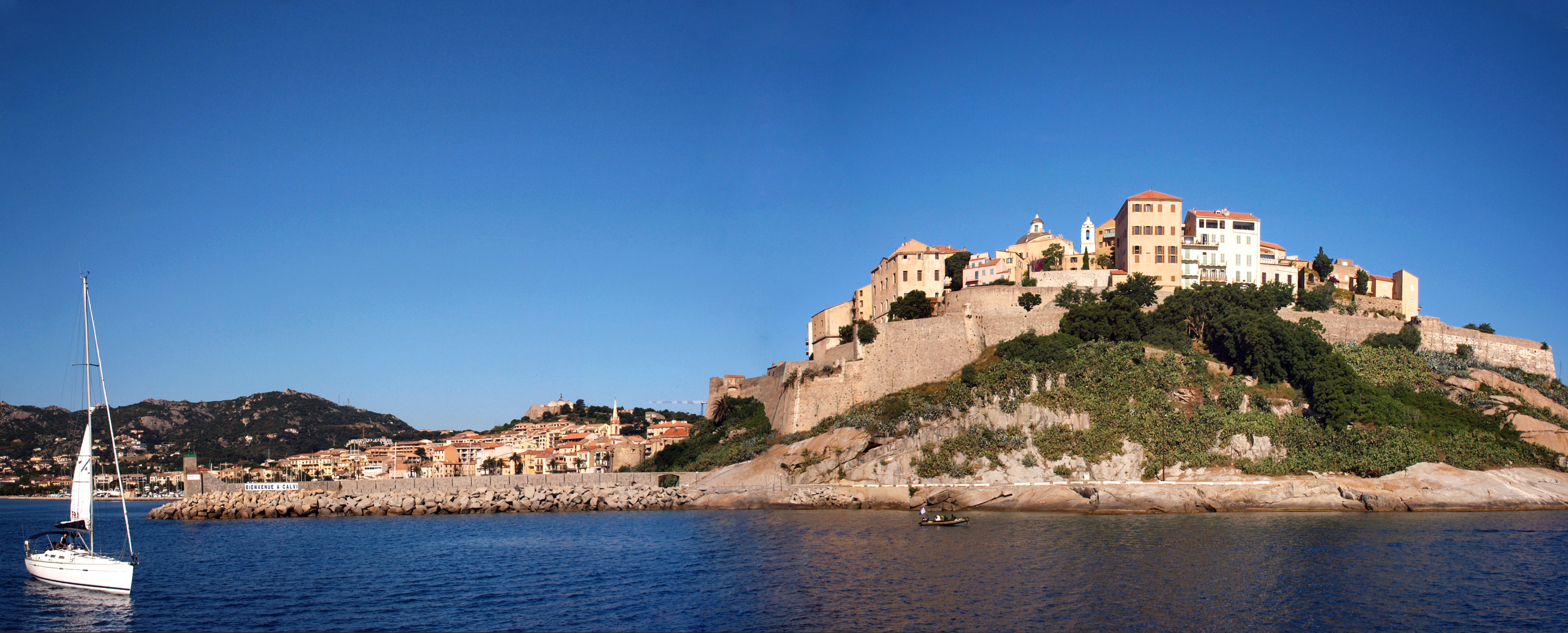
La citadelle depuis la mer.

En juillet 1790, les révolutionnaires autorisent le retour de Pascal Paoli sur le territoire insulaire. En septembre, celui-ci est élu commandant en chef des gardes nationales corses, puis président du conseil général du département.
Le 1er février 1793, la Convention décide d'envoyer trois commissaires en Corse pour surveiller la conduite de Pascal Paoli. Le 2 avril, elle décrète son arrestation, ainsi que celle de Carlo Andrea Pozzo di Borgo, député de Corse, accusés de despotisme. Face aux menaces des Paolistes, les commissaires arrivés en Corse le 5 avril, hésitent à exécuter l'ordre. Les partisans de Paoli s'imposent à Ajaccio. Avec l'appui de Napoléon Bonaparte, les commissaires tentent d'attaquer la cité par la mer, ce qui se solde par un échec.
En juillet 1793, la Convention met Paoli et Pozzo di Borgo hors la loi, alors que la milice paolienne tient les troupes républicaines enfermées à Calvi, Saint-Florent et Bastia. Paoli cherche appui auprès des Britanniques en janvier 1794.
Après l'évacuation de Toulon en décembre 1793, la force britannique, sous le commandement du vice-amiral Samuel Hood, se rassemble dans la baie d’Hyères. Hood cherche une base navale avancée permettant de bloquer Toulon, tout en protégeant le commerce britannique avec les États italiens par des ports comme Livourne et Naples. Gibraltar est trop éloigné et les Baléares sont espagnoles. Hood est satisfait de l'aide demandée par Paoli et il décide de faire de la Corse la base pour sa flottille. Sir Gilbert Elliot, accompagné de conseillers militaires débarque en Corse.
La garnison française de l'île, composée de 6 000 soldats français et miliciens corses, est sous le ordres de Raphaël de Casabianca.
Le corps expéditionnaire britannique dirigé par Hood secondé par Charles Stuart, lieutenant général des armées britanniques assiège et conquiert Saint-Florent (février 1794) puis Bastia (avril-mai 1794).
Les patriotes et les députés, réunis en consulte à Corte le 10 juin 1794, proclament le Royaume Anglo-Corse, promulguent sa Constitution et élèvent Paoli au rang de Babbu di a Patria (« père de la Patrie »).
Calvi est la dernière place tenue par les Français ; elle est investie en juin.

## Siège (19 juin-10 août)

### Préparatifs

#### Mise en défense de la ville
À cette époque, l'agglomération de Calvi n'occupe que la citadelle dont l'enceinte, débutée au XIIIe siècle, a été améliorée par des bastions au XVe. Elle a déjà résisté aux sièges français de 1553 et 1555. Ses hauts murs la protègent d'une attaque par la mer, mais elle est dominée par une hauteur proche constituant un point faible si l'ennemi s'en empare. Le fort Mozzello (actuelle caserne Maillebois), doté de 10 positions d'artillerie occupe cet emplacement stratégique depuis 1756. Il dispose d'une batterie annexe dite de la Fontaine ou des « sans-culottes » équipée de 6 canons. À 1 200 m au sud sur une butte à 85 m d'altitude se trouve le fort du Gesco (Mulinu Agescu écrit Monteciesco sur la carte) disposant de 5 pièces d'artillerie. La batterie Marat avec 3 canons est positionnée sur la pointe Saint-François. À la vieille tour (place Bel Ombra), un petit retranchement est armé d'un obusier.
Cinq vaisseaux français dont deux de 40 et 28 canons, la Melpomène et La Mignonne (en) sont au mouillage dans la baie mais leur armement a été transféré en grande partie dans la citadelle et sur les batteries.
La garnison de Calvi est composée de 300 français renforcés par les partisans de Jacques Pierre Abatucci   originaires comme lui du village de Zicavo. Une centaine d'hommes de la cité sont enrôlés et les femmes sont mises à contribution pour transporter des sacs de terre sur les bastions afin d' amortir l'impact des boulets.
Le gouverneur de la Place et le commissaire Barthélemy Arena sont présents.

#### Investissement par les Britanniques
Comme à Bastia, les Britanniques décident d'attaquer la place par voie terrestre. Le 19 juin, le débarquement de l'armement débute dans une crique peu profonde appelée Port Agro. Il s'agit d'installer le camp de bas à 210 m d'altitude près du sommet de la Serra del Cappucini et d'aménager plusieurs batteries dominant les forts du Gesco et de Mozzello. Compte tenu du terrain pentu couvert de rochers et d'arbres et d'un arrêt du débarquement durant cinq jours à la suite d'un coup de vent, il faut 15 jours aux Anglais (du 19 juin au 3 juillet) pour monter armes et munitions vers 4 positions de batteries (17 pièces d'artillerie au début du siège). Parmi les officiers se trouve le capitaine de vaisseau Horatio Nelson, le futur amiral.

### Déroulement du siège

#### Prise du fort du Gesco
Les premières attaques débutent le 4 juillet par le bombardement du fort du Gesco qui subit un important pilonnage, puis est assailli, le 6 juillet, par l'Infanterie anglaise. Les Français, conscients de l'inutilité de résister  évacuent l'ouvrage. Marie Duchemin alias "la veuve Brulon", épouse d'un soldat français blessé mortellement à Ajaccio en 1791 se distingue durant cet épisode avec l'aide de Calvaises.
Le 12 juillet, un boulet atteint des sacs de terre près de Nelson qui est blessé au visage et perd l'usage de son œil droit.

#### Prise du fort Mozzello et des batteries
Les assaillants bombardent alors le fort Mozzello qui est écrasé sous une pluie de projectiles.Le 14 juillet avant l'aube, une brèche étant devenue praticable sur son côté ouest, l'Infanterie Légère et les Royal Scots attaquent le fort lui-même, tandis que le lieutenant-colonel Wemyss, à la tête du Royal Irish Regiment, avec deux pièces d'artillerie neutralise la batterie de la Fontaine et pénètre dans le fort à la baïonnette. Le capitaine Vedel (futur général) est blessé lors de cette opération. La batterie Marat est ensuite conquise.

#### Capitulation
Depuis Mozzelo et la batterie Marat, les Anglais bombardent la citadelle. À une proposition de trêve, le 19 juillet, le gouverneur répond laconiquement : "Civitas Calvi semper fidelis"
Fin juillet, presque toutes les maisons de Calvi sont endommagées. Le manque de nourriture commence à se faire sentir, les chevaux, ânes et mules sont sacrifiés. Les bâtiments s'effondrent les uns après les autres sous le feu des 37 pièces ennemies de gros calibre. Des brèches sont percées dans les fortifications de la citadelle et les assiégés s'attendent à l'assaut final alors que la dysenterie affaiblit la garnison française.
Le 28 juillet Casabianca informe Stuart que, si des approvisionnements n'étaient pas arrivés dans les 25 jours, il capitulerait. Hood et Stuart n'accordent une trêve que jusqu'au 10 août, mais le soir même quatre petits navires de ravitaillement parviennent à franchir le blocus britannique. L'offre de reddition est retirée et les tirs reprennent des deux côtés.
Toutefois les navires n'ont pas apporté les munitions dont la ville a besoin. Le 10 août, après 52 jours de siège, Calvi capitule alors que les Britanniques ne disposent plus que de 400 hommes valides, 1 500 étant atteints de maladie, principalement du paludisme. La garnison survivante (260 Français et 247 Corses) reçoit les honneurs de la guerre et s'embarque pour Toulon accompagnée des blessés (313) et d'une partie des habitants qui craignent les représailles des patriotes corses.
Il y a 700 victimes parmi les défenseurs et habitants, essentiellement des civils alors que les Britanniques ne recensent que 30 tués et 58 blessés.
Les navires français Melpomène et Mignonne font partie des prises de guerre avec les bricks Auguste et Providence et la canonnière Ça ira.
De la ville, touchée par 8 400 projectiles (2 400 boulets, 4 500 bombes et 1 500 obus), il ne reste que des ruines ; il lui faudra plus d'un siècle pour retrouver la prospérité.

## Conséquences de la prise de Calvi
Avec la chute de Calvi, la Corse tout entière est libérée de la présence française comme l'avaient voulu les partisans de Pascal Paoli. Le 21 juin 1794, l'Assemblée Générale corse adopte une nouvelle constitution selon laquelle George III, roi d'Angleterre, devenait roi de Corse. Alors que Paoli croyait s'être servi des Anglais pour se libérer des Français, il se rendait compte que les Anglais s'étaient servi de lui pour annexer l'île à leur empire.
Sir Gilbert est désigné vice-roi de Corse par le roi d'Angleterre George III, alors que Paoli attendait ce titre. Depuis Monticello où il s'est retiré, il lance en vain, en 1795, une émeute dirigée contre Sir Gilbert et Pozzo di Borgo. Il est contraint de rejoindre la Grande-Bretagne le 13 octobre 1795. En avril 1796, des émeutes provoquées par le Parti républicain éclatent, Sir Gilbert reçoit l'ordre d'évacuer l'île. Des troupes françaises de l'armée d'Italie  débarquent sans rencontrer d'opposition ; la Corse est annexée définitivement à la France.

### Galerie

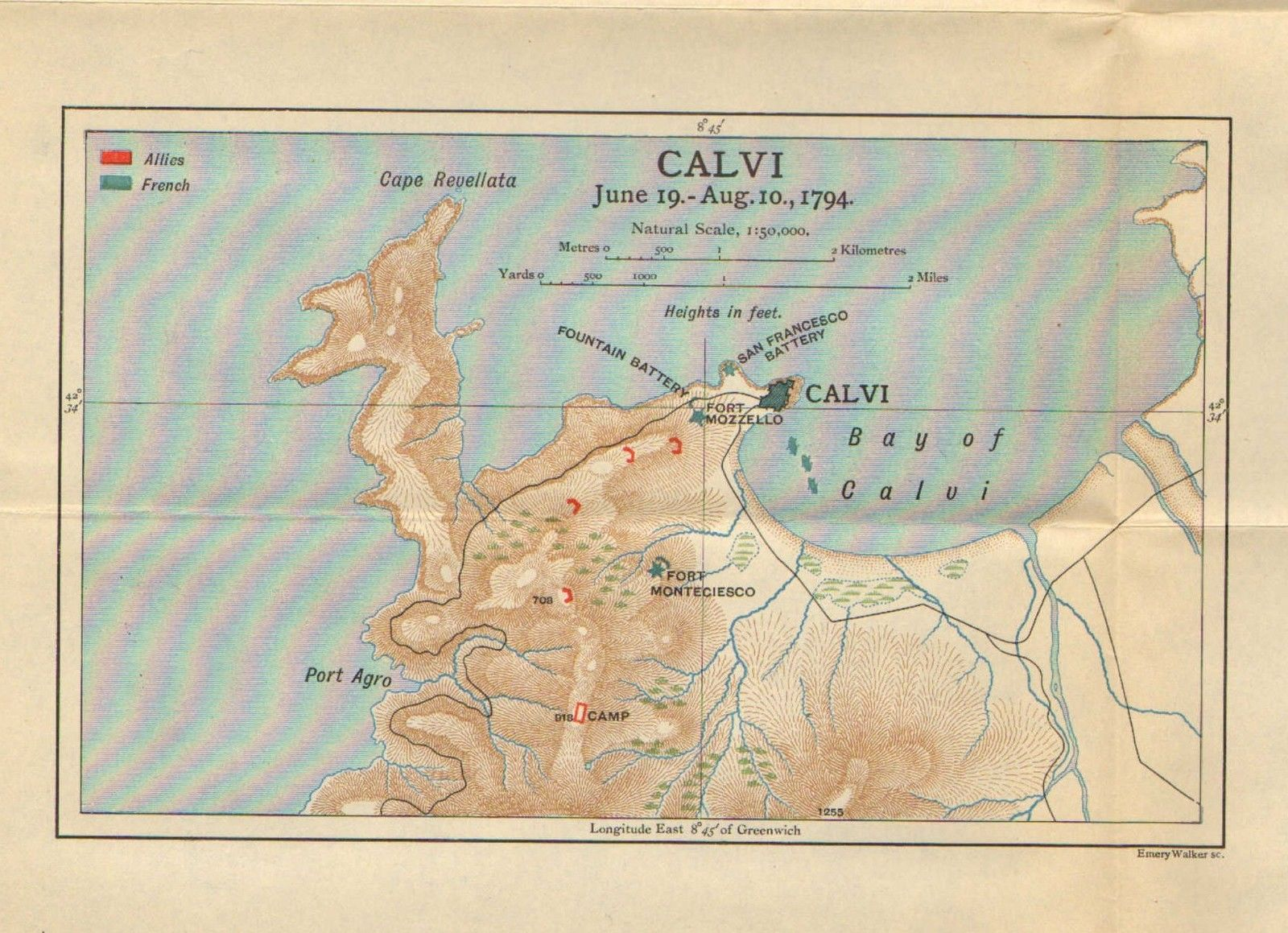
Plan anglais des forts et batteries.
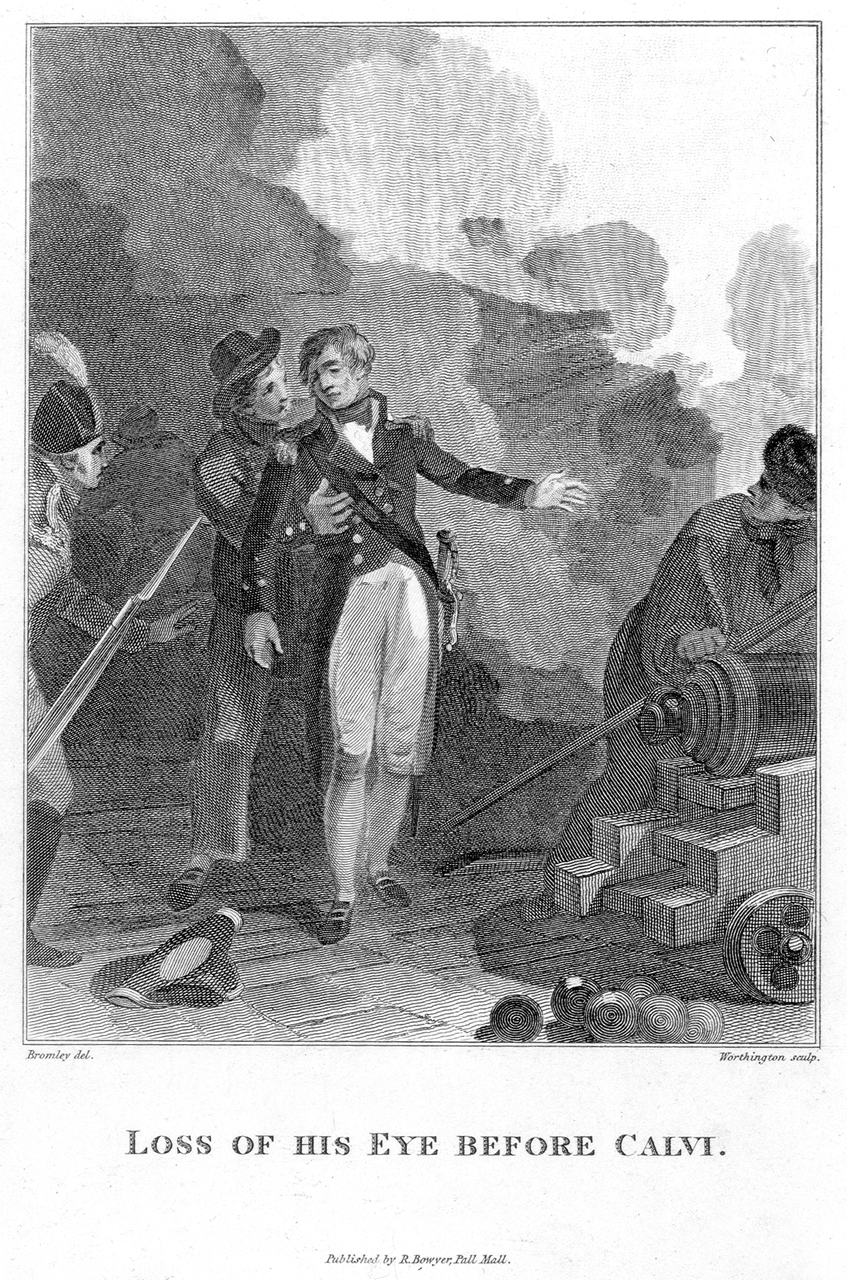
Nelson blessé au visage le 12 juillet.